# Wuhletal

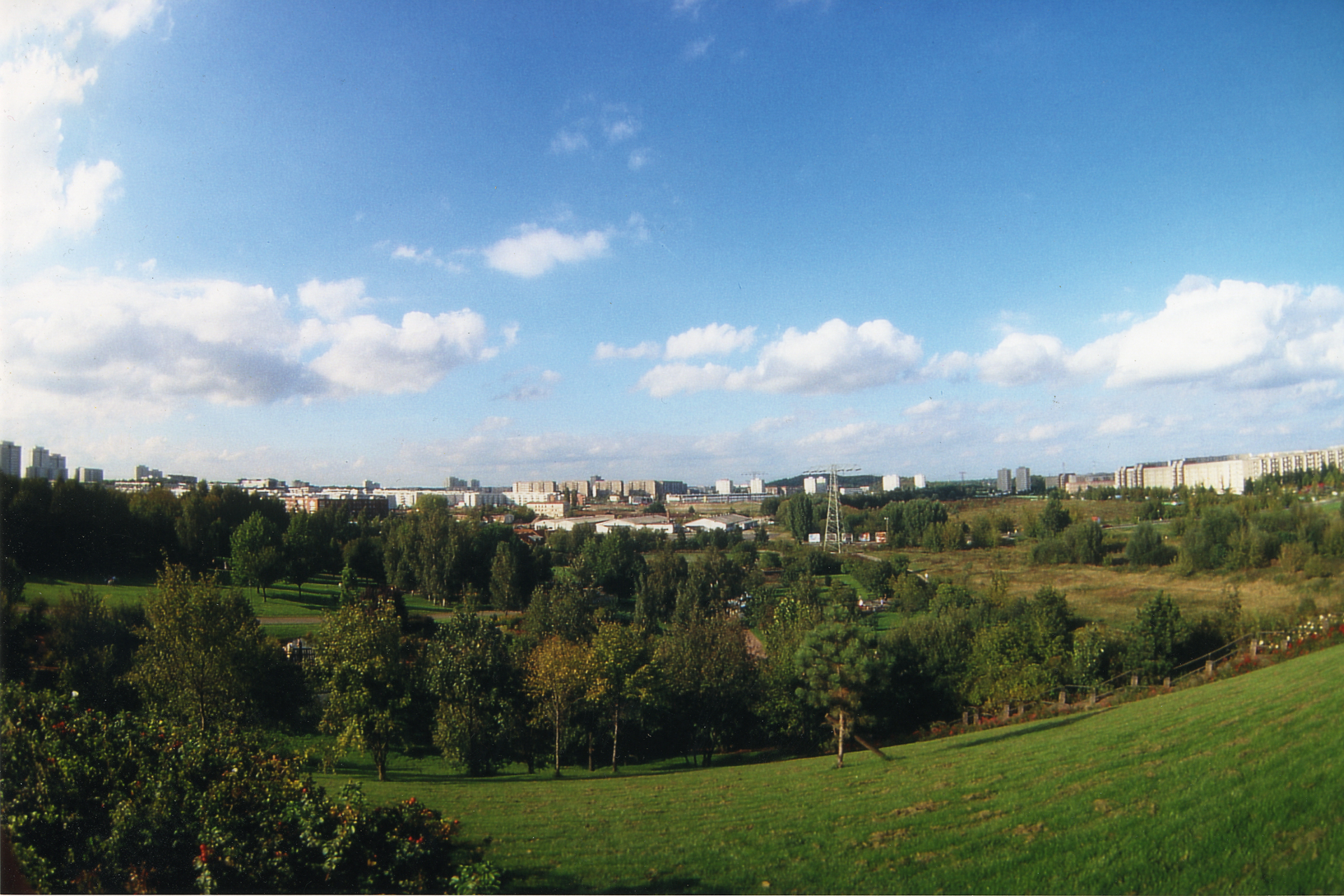
Das Wuhletal

Das Wuhletal ist ein Grünzug im nordöstlichen Berliner Bezirk Marzahn-Hellersdorf am Lauf der Wuhle, von der er auch seinen Namen hat. Der Park wurde nach der Stilllegung des Klärwerks Falkenberg ab 2002 eingerichtet, das vorher die Wuhle als Vorfluter genutzt hatte. Die Schließung des Klärwerks wurde von Umweltschützern wegen des dadurch zu erwartenden Absinkens des Grundwasserpegels im Bereich des Landschaftsparks als kritisch angesehen.

## Lage
Der Landschaftspark grenzt an die Gärten der Welt. Am Wohngebiet Labeto berührt er den mit mehreren Architekturpreisen ausgezeichneten Wiesenpark. Durch ihn führt der in den Jahren 2002 bis 2005 neu geschaffene Wuhletal-Wanderweg. Vier Kilometer hiervon sind als Naturlehrpfad mit Wegweisern, Beschilderungen, Nist- und Futterplätzen sowie zwei Aussichtsplattformen gestaltet.
Das Tal selbst ist der Überrest einer eiszeitlichen Schmelzwasserrinne. Es beginnt an der Stadtgrenze zu Ahrensfelde und verläuft gut 16 Kilometer südwärts in Richtung Köpenick. Westlich der Wuhle, erheben sich drei Berge zum Teil natürlichen Ursprungs, zum Teil aufgeschüttet mit Bau- und Trümmerschutt. Im Norden die Ahrensfelder Berge mit 114,5 und 101 Metern, in der Mitte der Kienberg mit 102 Meter und südlich des S- und U-Bahnhofs Wuhletal die Biesdorfer Höhe mit 82 Meter Höhe.

## Wuhletal-Wanderweg
Der Wuhletal-Wanderweg ist ein etwa 15 Kilometer langer Wanderweg, der parallel zur Wuhle verläuft. Das Kernstück des meist beidseitig begehbaren Weges erstreckt sich vom Wuhletalwächter in Marzahn-Nord bis zum S-Bahnhof Köpenick. Der 2002–2005 ausgebaute Weg ist an Kreuzungen mit grünen Wegweisern, die Richtung und Entfernungen angeben, beschildert, sodass auch nach Straßenüberquerungen die manchmal nicht direkt gegenüber liegende Fortsetzung des Weges nachvollziehbar ist. Am Wegesrand wurden Rastplätze und Bänke, auf dem Kienberg und der Biesdorfer Höhe Aussichtsplattformen angelegt.
Für den Streckenverlauf vom S-Bahnhof Ahrensfelde über den Wuhletalwächter bis zu den Gärten der Welt gibt es einen Audioguide „Wuhletalwanderweg“. Er bietet Informationen zu acht Stationen auf dem Spaziergang durch das Wuhletal sowie eine Karte des Weges.
Die für Familien mit Kinderwagen, Rad- und Rollstuhlfahrer geeignete Strecke wird auch von Freizeitsportlern häufig zum Trainieren genutzt. Außerdem bietet der Wanderweg Anschluss an vier andere Wegverbindungen: Den Barnimer Dörferweg an der nördlichen Stadtgrenze, den Wuhle-Hönow-Weg an der Kyritzer Straße, die Neue Urbanität an der Eisenacher Straße, sowie die Strecke Am Barnimhang am S- und U-Bahnhof Wuhletal.

## Bahnhof
Etwa in der Mitte des Wuhletals, am Treffpunkt des mit Plattenbauten gesäumten Bereichs des Ortsteils Hellersdorf im Nordosten und der Siedlungsbereiche von Kaulsdorf im Südosten und Biesdorf im Westen befindet sich der 1989 in Betrieb genommene Bahnhof Wuhletal, der von den Linien S5 und U5 bedient wird.

## Wuhletalwächter
Der Wuhletalwächter ist ein sechsseitiger, 15,5 Meter hoher Kletterturm aus Beton mit etwa 500 m² Kletterfläche und einer Boulderwand um den Kletterturm (ca. 400 m²), gelegen am Nordende des Wuhletals. Der AlpinClub Berlin, eine Sektion des Deutschen Alpenvereins, übt hier das Hausrecht aus.

## Extensive Beweidung
Seit dem Jahr 2011 werden im Eichepark und Park am Weidegrund (nördliches Wuhletal) schottische Hochlandrinder zur nachhaltigen Landschaftspflege eingesetzt. Die Tiere des Landwirtschaftsbetriebes der Agrarbörse Deutschland Ost e. V. weiden ganzjährig auf den Flächen und sind Bestandteil eines langfristigen Projektes zur urbanen Landwirtschaft gemeinsam mit dem Bezirksamt Marzahn-Hellersdorf.

## Bezirksname
Bei der Fusion von Marzahn und Hellersdorf war zeitweise auch „Wuhletal“ als Bezirksname im Gespräch. Dieser Name wird von den Kreisverbänden der Parteien und Unterorganisationen, die diesen Vorschlag unterstützt hatten (CDU und FDP) für den Bezirk verwendet.